# Giuseppe Milesi

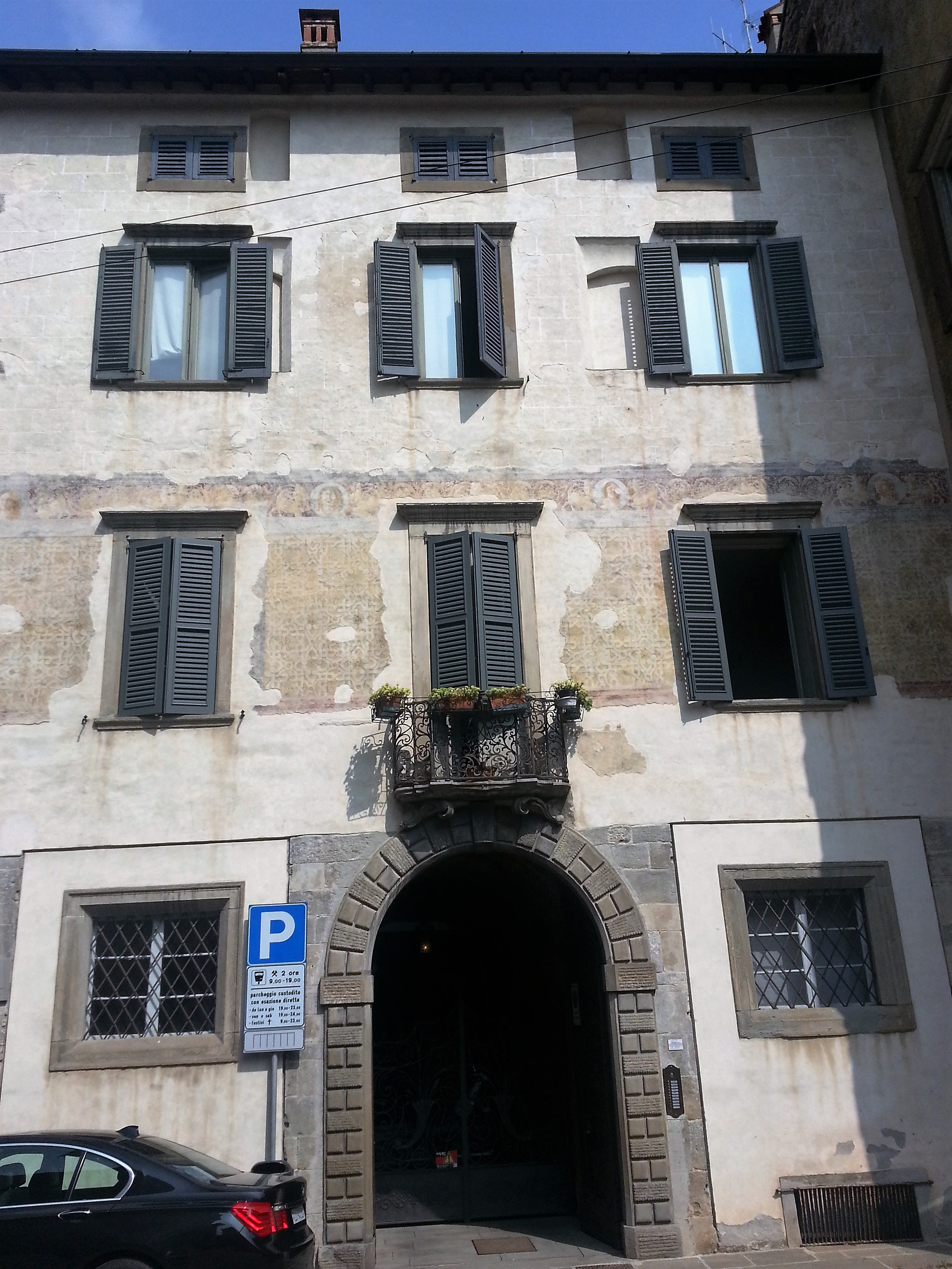
Abitazione a Bergamo di Giuseppe Milesi in Piazza Mercato del Fieno.

Giuseppe Milesi (San Giovanni Bianco, 27 ottobre 1915 – Roma, 8 ottobre 2001) è stato un pittore italiano.

## Biografia

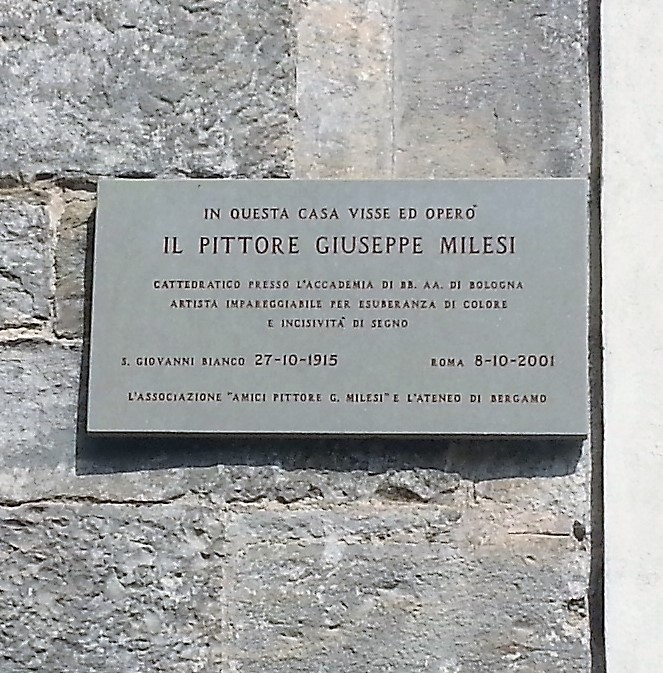
Abitazione del pittore Giuseppe Milesi in via Mercato del Fieno a Bergamo

Giuseppe Milesi, nasce da una famiglia povera e apprende le prime nozioni artistiche presso l'Istituto Botta di Bergamo, dove imparerà l'arte dell'intaglio e dal 1933 al 1938 frequente i corsi all'Accademia Carrara per poi proseguire gli studi a Milano, all'Accademia di Brera, ed è proprio a Milano che esporrà le sue prime opere, al Premio di pittura Sarfatti, ottenendo il primo premio al concorso Nazionale del Disegno nel 1939. 
Negli anni del conflitto mondiale dovrà interrompere gli studi universitari al Politecnico di Milano, partecipando al conflitto diventando granatiere sul fronte greco-albanese.
Frequenti sono le sue esposizioni artistiche, nel dopoguerra, sia a Bergamo con il premio Dalmine nelle edizioni del 1953, 1954, 1956, 1958, sia a Milano.
Nel 1952 espose a Roma alla VI Quadriennale, così a Como, Verona, Perugia. 
Nel 1957 è tra i fondatori del Gruppo Bergamo, esponendo a Milano al Centro Culturale San Fedele. 
Si dedicherà all'insegnamento sia al Liceo Artistico di Bergamo, successivamente all'Accademia di belle arti di Bologna, diventando titolare nel 1970 della cattedra di pittura e decorazione. 
Nel 2001 gli venne conferito il Premio Ulisse.

## Opere
L'artista predilì ritrarre la figura umana,  e si autoritrasse in più di sessanta immagini negli anni che andarono dalla sua gioventù fino al 1997. 
Nel 1970 dipinge il grande Cristo nell'abside della chiesa di Azzano San Paolo.